# Michael Hefele
Michael Martin Hefele (ur. 1 sierpnia 1990 w Pfaffenhofen an der Ilm) – niemiecki piłkarz występujący na pozycji obrońcy w Huddersfield Town.